# Liste des maires de Longwy
La liste des maires de Longwy présente la liste des maires de la commune française de Longwy, située dans le département de Meurthe-et-Moselle en région Grand Est.

## Liste des maires

### Sous l'Ancien Régime
| Période                                  | Période        | Identité              | Étiquette | Qualité |
| ---------------------------------------- | -------------- | --------------------- | --------- | ------- |
| Les données manquantes sont à compléter. |                |                       |           |         |
| 1722                                     | 1724           | Charles Simonet       |           |         |
| 1724                                     | 1724           | Louis Donnet          |           |         |
| 1724                                     | 1726           | Pierre Graffart       |           |         |
| 1726                                     |                | Arnould Girard        |           |         |
| 1727                                     |                | Joseph Baudin         |           |         |
| 1728                                     | 1731           | Maximilien Desjardins |           |         |
| 1731                                     |                | Jean-François Bechet  |           |         |
| 1732                                     | 1733           | François Poupart      |           |         |
| 1733                                     | 1737           | Arnould Girard        |           |         |
| 1737                                     | 1755           | François Poupart      |           |         |
| 1755                                     | 1756           | Jean-François Bechet  |           |         |
| 1756                                     |                | Jean-Martin Henrion   |           |         |
| 1757                                     |                | Pierre Pognon         |           |         |
| 1758                                     | 1759           | Joseph Pierret        |           |         |
| 1760                                     | 1764           | Jean André            |           |         |
| juillet 1764                             | septembre 1764 | Henri Martigny        |           |         |
| décembre 1764                            |                | Joseph Pierret        |           |         |

Longwy est divisée en deux villes de 1766 à 1771.
| Période                                  | Période | Identité                       | Étiquette | Qualité |
| ---------------------------------------- | ------- | ------------------------------ | --------- | ------- |
| 1766                                     |         | Baron Charles Bernard du Faing |           |         |
| 1770                                     |         | Arnould Gabriel Guillemard     |           |         |
| 1776                                     | 1776    | Arnould Gabriel Guillemard     |           |         |
| 1776                                     | 1789    | Baron Charles Bernard du Faing |           |         |
| Les données manquantes sont à compléter. |         |                                |           |         |

| Période                                  | Période | Identité         | Étiquette | Qualité |
| ---------------------------------------- | ------- | ---------------- | --------- | ------- |
| 1766                                     |         | Jacques le Comte |           |         |
| 1767                                     |         | André Genson     |           |         |
| 1769                                     |         | Antoine Limbourg |           |         |
| 1771                                     |         | Jean Warcollier  |           |         |
| Les données manquantes sont à compléter. |         |                  |           |         |

### Entre 1790 et 1945
Longwy est érigée en commune en 1790.
| Période                                  | Période        | Identité                            | Étiquette           | Qualité |
| ---------------------------------------- | -------------- | ----------------------------------- | ------------------- | --- |
| 1790                                     |                | Gabriel Claude le Jeune             |                     | |
| 1791                                     |                | Jean-Baptiste Clauteaux (1757-1841) |                     | Maître-orfèvre |
| décembre 1793                            | avril 1794     | Antoine Dupleit                     |                     | |
| avril 1794                               | mai 1794       | Nicolas Datrin                      |                     | |
| mai 1794                                 | décembre 1795  | Claude Pichon                       |                     | |
| décembre 1795                            | décembre 1795  | François Fonperine                  |                     | |
| janvier 1796                             | mars 1796      | Henri Gatriaux                      |                     | |
| mars 1796                                | juillet 1796   | Joachim Henry                       |                     | |
| juillet 1796                             | janvier 1797   | Jean-François Bégrand               |                     | |
| janvier 1797                             | mars 1797      | Denis Butte                         |                     | |
| mars 1797                                | septembre 1797 | Jacques Fauconnier                  |                     | |
| septembre 1797                           | mai 1798       | Joseph Savoye                       |                     | |
| mai 1798                                 | août 1798      | Jacques Fauconnier                  |                     | |
| août 1798                                | août 1802      | Antoine Gouverneur                  |                     | |
| août 1802                                | janvier 1814   | Georges Arnould Guillemard          |                     | |
| janvier 1814                             | juillet 1815   | Toussaint Loitière                  |                     | |
| octobre 1815                             | 1834           | Arnould Duclos                      |                     | Chef de bataillon en retraite Chevalier de Saint-Louis Officier de la Légion d'honneur |
| 1835                                     | 1836           | Michel Jacques                      |                     | |
| 1836                                     | 1843           | François Maréchal                   |                     | |
| Les données manquantes sont à compléter. |                |                                     |                     | |
| 1848                                     | 1850           | Nicolas Mélard                      |                     | |
| 1850                                     | 1851           | Claude-Joseph Moulnier              |                     | |
| 1851                                     | 1851           | Frédéric Staup                      |                     | |
| 1851                                     | mai 1852       | Auguste Margaine                    |                     | |
| mai 1852                                 | juin 1852      | Étienne Offel                       | Républicain         | Notaire Conseiller d'arrondissement (1848 → ?) |
| juin 1852                                | juillet 1852   | Jean-Baptiste Gilles                |                     | |
| juillet 1852                             | octobre 1855   | Louis Corsas                        |                     | |
| novembre 1855                            | septembre 1867 | Napoléon-Nicolas Mélard (1804-1881) |                     | Ancien notaire Conseiller général de Longwy (1855 → 1869) |
| 1867                                     | 1869           | Joseph-Octave Labriet               |                     | Notaire |
| octobre 1869                             | mars 1871      | Louis Billaude                      |                     | |
| avril 1871                               | mai 1871       | Claude-Joseph Moulnier              |                     | |
| mai 1871                                 | octobre 1871   | Baron Renauld-Oscar d'Adelswärd     | Droite              | Maître de forges, propriétaire des usines du Prieuré Propriétaire du château d'Adelsward à Herserange Ancien député de Meurthe (1848 → 1851) Officier de la Légion d'honneur (1872) Commandeur de l'ordre de Vasa (1861) |
| novembre 1871                            | décembre 1871  | Claude-Joseph Moulnier              |                     | |
| décembre 1871                            | 1879           | François-Jules Coulon (1829-1891)   | Républicain radical | |
| juillet 1879                             | 1880           | François Grandemange                |                     | |
| 1881                                     | 1888           | Claude-Joseph Moulnier              |                     | |
| 1888                                     | mai 1900       | François-Eugène Ladret              | Républicain         | Ingénieur Conseiller d'arrondissement (1895 → 1907) Chevalier de la Légion d'honneur |
| mai 1900                                 | février 1910   | Félix Ferry                         |                     | |
| février 1910                             | octobre 1910   | François-Félix Petitier (1841-1910) |                     | Brasseur Décédé en fonction |
| 1910                                     | décembre 1919  | Prosper-Léon Pérignon               |                     | |
| décembre 1919                            | mai 1924       | Louis Petitier                      | FR                  | Brasseur Député de Meurthe-et-Moselle (1924) Décédé en fonction |
| juillet 1924                             | mai 1929       | Pierre Amidieu du Clos              | FR                  | Maître de forges, ingénieur des Arts et manufactures Député de Meurthe-et-Moselle (1928 → 1936) Conseiller général de Longwy (1928 → 1940)                                                                               |
| mai 1929                                 | 1929           | Jules Roffé                         |                     | |
| 1929                                     | mai 1935       | Maurice Coliez                      |                     | Médecin |
| mai 1935                                 | 1939           | Pierre Amidieu du Clos              | FR                  | Maître de forges, ingénieur des Arts et manufactures Député de Meurthe-et-Moselle (1928 → 1936) Conseiller général de Longwy (1928 → 1940)                                                                               |
| août 1939                                | mai 1940       | Georges Pignot                      |                     | |
| septembre 1940                           | juillet 1943   | Pierre-Albert Labro                 |                     | Mort en déportation |
| septembre 1943                           | mai 1945       | Baron Fernand d'Huart               |                     | Ancien dirigeant des Faïenceries et émaux de Longwy |

### Depuis 1945
Depuis l'après-guerre, neuf maires se sont succédé à la tête de la commune.
| Période      | Période                       | Identité                   | Étiquette   | Qualité |
| ------------ | ----------------------------- | -------------------------- | ----------- | --- |
| mai 1945     | octobre 1947                  | Jean Lafont                | SFIO        | Médecin Conseiller général de Longwy (1945 → 1949) Vice-président du conseil général (1945 → 1946) Ancien conseiller d'arrondissement (1937 → 1940)                                                                                |
| octobre 1947 | septembre 1954                | Édouard Legras (1888-1954) | SFIO        | Retraité des chemins de fer Décédé en fonction |
| octobre 1954 | mars 1971                     | Charles-Léon Bassompierre  | SE          | Ancien agriculteur et commerçant Président du District urbain de Longwy |
| mars 1971    | mars 1977                     | André Wille                | UDR         | |
| mars 1977    | mars 1989                     | Jules Jean                 | PCF         | Professeur de lycée Conseiller général de Longwy (1973 → 1994) Suppléant du député Antoine Porcu (1978 → 1981) |
| mars 1989    | mars 2006                     | Jean-Paul Durieux          | PS          | Cadre supérieur Député de Meurthe-et-Moselle (7e circ.) (1981 → 2002) Conseiller général de Longwy (1994 → 2001) Président de la CC de l'Agglomération de Longwy (1995 → 2008) Démissionnaire                                      |
| mars 2006    | mars 2008                     | Jean-Marc Fournel          | PS          | Employé SNCF, adjoint au maire (1995 → 2006) Suppléant du député Christian Eckert (2007 → 2014) |
| mars 2008    | avril 2014                    | Édouard Jacque             | UDI (PR)    | Chef d'entreprise Conseiller régional de Lorraine (2010 → 2015) Conseiller régional du Grand Est (2015 → 2021) Conseiller général de Mont-Saint-Martin (2001 → 2008) Président de la CC de l'Agglomération de Longwy (2008 → 2011) |
| avril 2014   | février 2024                  | Jean-Marc Fournel          | PS          | Retraité de la SNCF Député de Meurthe-et-Moselle (3e circ.) (2014 → 2017) Ancien conseiller régional de Lorraine (2010 → 2014) Réélu en 2020, démissionnaire en 2024                                                               |
| février 2024 | En cours (au 25 février 2024) | Vincent Hamen              | DVG (ex-PS) | Professeur des écoles, premier adjoint au maire (2017 → 2024) Conseiller départemental de Longwy (2021 → ) 12e vice-président du conseil départemental (2021 → )                                                                   |

## Conseil municipal actuel
Les 33 sièges composant le conseil municipal ont été pourvus le 28 juin 2020 à l'issue du second tour de scrutin. Actuellement, il est réparti comme suit : 

## Résultats des élections municipales

### Élection municipale de 2020
| Tête de liste                                         | Tête de liste            | Liste                    | Premier tour | Premier tour | Second tour | Second tour | Sièges | Sièges |
| Tête de liste                                         | Tête de liste            | Liste                    | Voix         | %            | Voix        | %           | CM     | CC     |
| ----------------------------------------------------- | ------------------------ | ------------------------ | ------------ | ------------ | ----------- | ----------- | ------ | ------ |
|                                                       | Jean-Marc Fournel *      | DVG-PS                   | 751          | 34,38        | 889         | 45,63       | 25     | 9      |
| Longwy au coeur                                       |                          |                          | 751          | 34,38        | 889         | 45,63       | 25     | 9      |
|                                                       | Édouard Jacque           | DVC                      | 425          | 19,45        | 418         | 21,45       | 3      | 1      |
| Faire ensemble                                        |                          |                          | 425          | 19,45        | 418         | 21,45       | 3      | 1      |
|                                                       | Mathieu Servagi          | LR                       | 350          | 16,02        | 417         | 21,40       | 3      | 1      |
| Changer c'est possible avec Mathieu Servagi           |                          |                          | 350          | 16,02        | 417         | 21,40       | 3      | 1      |
|                                                       | Marco Agostini           | DVG                      | 234          | 10,71        | 224         | 11,49       | 2      | 1      |
| Longwy, une Gauche solidaire, citoyenne et écologiste |                          |                          | 234          | 10,71        | 224         | 11,49       | 2      | 1      |
|                                                       | Sylvain Kubler           | DVC                      | 166          | 7,60         |             |             | 0      | 0      |
| Une autre voix, un autre choix                        |                          |                          | 166          | 7,60         |             |             | 0      | 0      |
|                                                       | Saïd Akmouche            | DIV                      | 117          | 5,35         | 0           | 0           |        |        |
| Osez la différence                                    |                          |                          | 117          | 5,35         | 0           | 0           |        |        |
|                                                       | Jean-Claude Conti        | DIV                      | 77           | 3,52         | 0           | 0           |        |        |
| Une équipe pour un avenir serein                      |                          |                          | 77           | 3,52         | 0           | 0           |        |        |
|                                                       | Malik Hadjadj            | DIV                      | 64           | 2,93         | 0           | 0           |        |        |
| Tous unis pour Longwy                                 |                          |                          | 64           | 2,93         | 0           | 0           |        |        |
|                                                       |                          |                          |              |              |             |             |        |        |
| Exprimés                                              | Exprimés                 | Exprimés                 | 2 184        | 97,72        | 1 948       | 97,79       |        |        |
| Votes blancs                                          | Votes blancs             | Votes blancs             | 15           | 0,67         | 19          | 0,95        |        |        |
| Votes nuls                                            | Votes nuls               | Votes nuls               | 36           | 1,61         | 25          | 1,26        |        |        |
| Total                                                 | Total                    | Total                    | 2 235        | 100,00       | 1 992       | 100,00      | 33     | 12     |
| Abstentions                                           | Abstentions              | Abstentions              | 5 821        | 72,26        | 6 063       | 75,27       |        |        |
| Inscrits / participation                              | Inscrits / participation | Inscrits / participation | 8 056        | 27,74        | 8 055       | 24,73       |        |        |
| * Liste du maire sortant                              |                          |                          |              |              |             |             |        |        |

### Élection municipale de 2014
| Tête de liste                         | Tête de liste     | Liste            | Premier tour | Premier tour | Second tour | Second tour | Sièges | Sièges |
| Tête de liste                         | Tête de liste     | Liste            | Voix         | %            | Voix        | %           | CM     | CC     |
| ------------------------------------- | ----------------- | ---------------- | ------------ | ------------ | ----------- | ----------- | ------ | ------ |
|                                       | Jean-Marc Fournel | PS-PCF-EELV (UG) | 1 445        | 38,23        | 2 182       | 54,70       | 26     | 8      |
| Ensemble, un autre avenir pour Longwy |                   |                  | 1 445        | 38,23        | 2 182       | 54,70       | 26     | 8      |
|                                       | Édouard Jacque *  | UDI-UMP          | 1 368        | 36,20        | 1 807       | 45,29       | 7      | 2      |
| Longwy, l'envie, l'action !           |                   |                  | 1 368        | 36,20        | 1 807       | 45,29       | 7      | 2      |
|                                       | Jean-Luc André    | DVD              | 649          | 17,17        | 1 807       | 45,29       | 7      | 2      |
| Redonnons des couleurs à Longwy       |                   |                  | 649          | 17,17        | 1 807       | 45,29       | 7      | 2      |
|                                       | Saïd Akmouche     | MoDem            | 317          | 8,38         | 1 807       | 45,29       | 7      | 2      |
| Longwy unis                           |                   |                  | 317          | 8,38         | 1 807       | 45,29       | 7      | 2      |
|                                       |                   |                  |              |              |             |             |        |        |
| Inscrits                              | Inscrits          | Inscrits         | 8 496        | 100,00       | 8 496       | 100,00      |        |        |
| Abstentions                           | Abstentions       | Abstentions      | 4 541        | 53,45        | 4 294       | 50,54       |        |        |
| Votants                               | Votants           | Votants          | 3 955        | 46,55        | 4 202       | 49,46       |        |        |
| Blancs et nuls                        | Blancs et nuls    | Blancs et nuls   | 176          | 4,45         | 213         | 5,07        |        |        |
| Exprimés                              | Exprimés          | Exprimés         | 3 779        | 95,55        | 3 989       | 94,93       |        |        |
| * Liste du maire sortant              |                   |                  |              |              |             |             |        |        |

### Élection municipale de 2008
| Tête de liste                            | Tête de liste       | Liste          | Premier tour | Premier tour | Second tour | Second tour | Sièges | Sièges |
| Tête de liste                            | Tête de liste       | Liste          | Voix         | %            | Voix        | %           | CM     |        |
| ---------------------------------------- | ------------------- | -------------- | ------------ | ------------ | ----------- | ----------- | ------ | ------ |
|                                          | Jean-Marc Fournel * | PS-PCF-LV-DVG  | 1 526        | 36,31        | 1 893       | 42,76       | 7      |        |
| Longwy pour tous                         |                     |                | 1 526        | 36,31        | 1 893       | 42,76       | 7      |        |
|                                          | Édouard Jacque      | UMP-PRV        | 1 124        | 26,74        | 1 936       | 43,73       | 24     |        |
| Longwy une ville qui bouge               |                     |                | 1 124        | 26,74        | 1 936       | 43,73       | 24     |        |
|                                          | Jean-Luc André      | DVD            | 785          | 18,68        |             |             |        |        |
| Ensemble redonnons des couleurs à Longwy |                     |                | 785          | 18,68        |             |             |        |        |
|                                          | Irma Pala           | DVG            | 768          | 18,27        | 598         | 13,51       | 2      |        |
| Citoyens et solidaires                   |                     |                | 768          | 18,27        | 598         | 13,51       | 2      |        |
|                                          |                     |                |              |              |             |             |        |        |
| Inscrits                                 | Inscrits            | Inscrits       | 8 539        | 100,00       | 8 539       | 100,00      |        |        |
| Abstentions                              | Abstentions         | Abstentions    | 4 211        | 49,31        | 4 023       | 47,11       |        |        |
| Votants                                  | Votants             | Votants        | 4 328        | 50,69        | 4 516       | 52,89       |        |        |
| Blancs ou nuls                           | Blancs ou nuls      | Blancs ou nuls | 125          | 2,89         | 89          | 1,97        |        |        |
| Exprimés                                 | Exprimés            | Exprimés       | 4 203        | 97,11        | 4 427       | 98,03       |        |        |
| * Liste du maire sortant                 |                     |                |              |              |             |             |        |        |

### Élection municipale de 2001
| Tête de liste            | Tête de liste       | Liste          | Premier tour | Premier tour | Second tour | Second tour | Sièges | Sièges |
| Tête de liste            | Tête de liste       | Liste          | Voix         | %            | Voix        | %           | CM     |        |
| ------------------------ | ------------------- | -------------- | ------------ | ------------ | ----------- | ----------- | ------ | ------ |
|                          | Jean-Paul Durieux * | PS (G. pl.)    | 1 518        | 39,99        | 1 655       | 42,33       | 24     |        |
|                          | Christian Ariès     | DVG            | 1 031        | 27,16        | 1 247       | 31,89       | 5      |        |
|                          | Jean-Luc André      | RPF (Un. d.)   | 798          | 21,02        | 660         | 16,88       | 3      |        |
|                          | Jacques Peyrou      | MNR            | 449          | 11,83        | 348         | 8,90        | 1      |        |
|                          |                     |                |              |              |             |             |        |        |
| Inscrits                 | Inscrits            | Inscrits       | 8 196        | 100,00       | 8 186       | 100,00      |        |        |
| Abstentions              | Abstentions         | Abstentions    | 4 180        | 51,00        | 4 120       | 50,33       |        |        |
| Votants                  | Votants             | Votants        | 4 016        | 49,00        | 4 066       | 49,67       |        |        |
| Blancs ou nuls           | Blancs ou nuls      | Blancs ou nuls | 220          | 5,48         | 156         | 3,83        |        |        |
| Exprimés                 | Exprimés            | Exprimés       | 3 796        | 94,52        | 3 910       | 96,16       |        |        |
| * Liste du maire sortant |                     |                |              |              |             |             |        |        |

### Élection municipale de 1995
| Tête de liste            | Tête de liste       | Liste           | Premier tour | Premier tour | Second tour | Second tour | Sièges | Sièges |
| Tête de liste            | Tête de liste       | Liste           | Voix         | %            | Voix        | %           | CM     |        |
| ------------------------ | ------------------- | --------------- | ------------ | ------------ | ----------- | ----------- | ------ | ------ |
|                          | Jean-Paul Durieux * | PS-PCF (Un. g.) | 2 149        | 47,24        | 2 402       | 50,45       | 26     |        |
|                          | M. Forget           | DVD             | 1 400        | 30,78        | 1 598       | 33,56       | 5      |        |
|                          | Jean-Luc André      | CNI (Un. d.)    | 514          | 11,30        | 332         | 6,97        | 1      |        |
|                          | Jacques Peyrou      | FN              | 486          | 10,68        | 429         | 9,01        | 1      |        |
|                          |                     |                 |              |              |             |             |        |        |
| Inscrits                 | Inscrits            | Inscrits        | 8 779        | 100,00       | 8 779       | 100,00      |        |        |
| Abstentions              | Abstentions         | Abstentions     | 4 063        | 46,28        | 3 901       | 44,44       |        |        |
| Votants                  | Votants             | Votants         | 4 716        | 53,72        | 4 878       | 55,56       |        |        |
| Blancs ou nuls           | Blancs ou nuls      | Blancs ou nuls  | 167          | 3,54         | 117         | 2,40        |        |        |
| Exprimés                 | Exprimés            | Exprimés        | 4 549        | 96,46        | 4 761       | 97,60       |        |        |
| * Liste du maire sortant |                     |                 |              |              |             |             |        |        |

### Élection municipale de 1989
| Tête de liste            | Tête de liste     | Liste          | Premier tour | Premier tour | Second tour | Second tour | Sièges | Sièges |
| Tête de liste            | Tête de liste     | Liste          | Voix         | %            | Voix        | %           | CM     |        |
| ------------------------ | ----------------- | -------------- | ------------ | ------------ | ----------- | ----------- | ------ | ------ |
|                          | Jean-Paul Durieux | PS (Maj. p.)   | 3 000        | 48,88        | 3 342       | 51,28       | 25     |        |
|                          | Jules Jean *      | PCF            | 2 087        | 34,00        | 2 313       | 35,49       | 6      |        |
|                          | Ghislain Guerbert | RPR (Un. d.)   | 1 050        | 17,10        | 862         | 13,22       | 2      |        |
|                          |                   |                |              |              |             |             |        |        |
| Inscrits                 | Inscrits          | Inscrits       | 9 816        | 100,00       | 9 816       | 100,00      |        |        |
| Abstentions              | Abstentions       | Abstentions    | 3 538        | 36,04        | 3 191       | 32,50       |        |        |
| Votants                  | Votants           | Votants        | 6 278        | 63,96        | 6 625       | 67,50       |        |        |
| Blancs ou nuls           | Blancs ou nuls    | Blancs ou nuls | 141          | 1,43         | 108         | 1,10        |        |        |
| Exprimés                 | Exprimés          | Exprimés       | 6 137        | 62,52        | 6 517       | 66,39       |        |        |
| * Liste du maire sortant |                   |                |              |              |             |             |        |        |